# Stromversorgungsgesetz (Schweiz)
Das Bundesgesetz über die Stromversorgung (kurz Stromversorgungsgesetz, StromVG, SR 734.7) ist ein schweizerisches Bundesgesetz zur Regelung des Elektrizitätsmarktes. Es gilt nicht für Bahnstromnetze.

## Regelungen

### Netzzugang
Das Stromversorgungsgesetz verpflichtet die Betreiber von Stromnetzen, Dritten diskriminierungsfrei Netzzugang zu gewähren. Dieser Anspruch auf Netzzugang gilt in einer ersten Phase nur hinsichtlich kommerzieller Endverbraucher mit einem jährlichen Stromverbrauch von mindestens 100 MWh pro Verbrauchsstätte. Die Ausweitung des Netzzugangs auf alle Stromendverbraucher ist fünf Jahre nach Inkrafttreten des Gesetzes vorgesehen, wobei diese Ausweitung dem fakultativen Referendum unterliegt. Eine entsprechende Gesetzesvorlage ist, mit Stand Februar 2019, in der Vernehmlassung.
Das Netznutzungsentgelt darf die Betriebs- und Kapitalkosten eines sicheren, leistungsfähigen und effizienten Netzes einschliesslich eines angemessenen Betriebsgewinns sowie die Abgaben und Leistungen an Gemeinwesen nicht übersteigen.

### Grundversorgung
Die Verteilnetzbetreiber sind verpflichtet, die erforderlichen Massnahmen zu treffen, um in ihrem Netzgebiet den Endverbrauchern ohne Netzzugang und den Endverbrauchern, die auf den Netzzugang verzichten, Elektrizität jederzeit zu angemessenen Tarifen liefern zu können.
Ab dem Zeitpunkt, in dem Netzzugang bezüglich allen Endverbrauchern besteht, gilt diese Verpflichtung nur noch hinsichtlich Verbrauchern, die einen jährlichen Stromverbrauch von weniger als 100 MWh pro Verbrauchsstätte aufweisen und von der Netznutzung keinen Gebrauch machen (sogenanntes Wahlmodell der abgesicherten Grundversorgung).

### Nationale Netzgesellschaft
Für den Betrieb der Übertragungsnetze (Höchstspannungsnetze) ist eine nationale Netzgesellschaft vorgesehen, die Eigentümerin der betreffenden Netze sein muss. Die Netzgesellschaft muss direkt oder indirekt von den Kantonen und Gemeinden beherrscht werden. Das Eigentum an den Übertragungsnetzen muss spätestens fünf Jahre nach Inkrafttreten des Stromversorgungsgesetzes an die Netzgesellschaft übertragen worden sein.
Mit der Schaffung der Netzbetreibergesellschaft Swissgrid haben die Stromunternehmen vor Inkrafttreten des Stromversorgungsgesetzes Schritte in Richtung der geforderten nationalen Netzgesellschaft unternommen. Swissgrid ist seit 1. Januar 2013 Eigentümerin der Übertragungsnetze.

### Regulierungsbehörde
Zur Überwachung des Gesetzes wurde als Regulierungsbehörde die Elektrizitätskommission geschaffen. Diese entscheidet insbesondere über Streitigkeiten beim Netzzugang und überwacht die Netznutzungsentgelte und Elektrizitätstarife.

## Inkrafttreten
Das Stromversorgungsgesetz trat grundsätzlich am 1. Januar 2008 in Kraft. Bereits am 15. Juli 2007 in Kraft traten die Bestimmungen zur Schaffung der Elektrizitätskommission. Die Bestimmungen bezüglich des Netzzugangs in der ersten Phase wurden auf Anfang 2009 in Kraft gesetzt.

## Revision
Nachdem Strompreiserhöhungen für Aufsehen gesorgt hatten, beschloss der Bundesrat im November 2009, das Stromversorgungsgesetz zu revidieren. Ziel ist, die Revision auf Anfang 2015 in Kraft zu setzen.

### Bundesgesetz über eine sichere Stromversorgung mit erneuerbaren Energien
Bei der Volksabstimmung vom 9. Juni 2024 wird mit dem «Bundesgesetz über eine sichere Stromversorgung mit erneuerbaren Energien», dem sogenannten Mantelerlass, über die Änderung des Energiegesetzes und des Stromversorgungsgesetzes abgestimmt.